# Carismă
În limbajul comun carisma este calitatea, însușirea cuiva de a stârni admirație.
În sociologie carisma desemnează cel mai adesea capacitatea unui lider de a atrage susținători prin calitățile sale unice. Acestea pot include puteri magice, eroism, sau alte calități umane cu efecte asemănătoare. În acest sens el este sinonim cu termenul har (cu care are și o origine etimologică comună).

## Originea termenului
Cuvântul "charis" a fost folosit în mitologia greacă veche pentru a desemna capacitatea de a atrage atenția.
În teologia catolică, a fost folosit în sensul «unei proprietăți exclusiv spirituale, trimisă de Dumnezeu cuiva pentru binele bisericii».

## Utilizare modernă
În sociologie termenul a fost introdus de Ernst Troeltsch. Conceptul de autoritate carismatică a ocupat un loc important în contextul analizei făcute de sociologul german Max Weber a unor tipuri ideale de state. Conform definiției sale clasice: „Carisma este calitatea unei persoane, recunoscută ca extraordinară, datorită căreia ea este apreciată ca dotată cu puteri supranaturale, supraomenești sau cel puțin specifice și proprietăți care nu sunt disponibile altora.”
Potrivit unui alt punct de vedere, carismatismul nu este o trăsătura personală înnăscută sau magică, ci rezultatul unui comportament special non-verbal care poate fi învățat. Pe de altă parte, motivul pentru care carismatismul poate fi considerat ca o calitate înnăscută poate fi acela că, comportamentul carismatic, ca regulă, se manifestă și se consolidează în stadiile incipiente ale vieții, devenind instinctiv.
Simțul umorului, rapiditate și rapiditate de reacție - aceste calități apar în fiecare caracter carismatic în opinia lui Nikolay Ovcharov.
Fenomenul carismei are loc în grupuri mici sau deosebit de mari, unde există o personificare a idealurilor. Carismatismul apare cel mai adesea în condiții istorice extreme, când se formează nevoia socio-psihologică corespunzătoare.